# مسجد ضیایی
مسجد ضیایی مربوط به دوره قاجار است و در دزفول، خیابان امام خمینی (ره واقع شده و این اثر در تاریخ ۱۸ اردیبهشت ۱۳۸۰ با شمارهٔ ثبت ۳۷۷۲ به‌عنوان یکی از آثار ملی ایران به ثبت رسیده است.